# Tatort: Hubertys Rache
Hubertys Rache ist ein Fernsehfilm aus der Krimireihe Tatort. Der vom WDR produzierte Beitrag ist die 1195. Episode und wurde am 27. März 2022 im SRF, im ORF und im Ersten ausgestrahlt. Das Kölner Ermittlerduo Ballauf und Schenk ermittelt seinen 84. Fall.

## Handlung
Der Schiffstechniker Adam Masur wird tot am Rheinufer angeschwemmt. Offensichtlich war er kurz vor seinem Tod in eine heftige Auseinandersetzung verwickelt. Max Ballauf und Freddy Schenk ermitteln, dass Masur am Morgen auf dem Rhein-Ausflugsschiff Agrippina eine Reparatur hätte durchführen sollen. Als Schenk den Kapitän der Agrippina anruft und ihn auffordert, die soeben begonnene Ausflugsfahrt abzubrechen, zwingt der Passagier Daniel Huberty den Kapitän mit einer Pistole, die Fahrt fortzusetzen. Er identifiziert sich als Lehrer, der 2012 wegen Missbrauchs der damals 14-jährigen Schülerin Jana Künitz, mit der er ein Verhältnis hatte, zu einer 18-monatigen Haftstrafe verurteilt worden war. Obwohl er nur die Hälfte der Strafe verbüßen musste, also seit mehreren Jahren wieder frei ist, sieht er seine Existenz zerstört. Nun eröffnet er Schenk, dass er eine Bombe auf der Agrippina zünden werde, falls dieser nicht fünf Personen an Bord bringe, mit denen er reden wolle: Svenja Poulsen, die damalige Staatsanwältin; Kerstin Künitz, Janas Mutter, von deren Krebstod Huberty nichts weiß; seine Ex-Frau Simone und deren jetziger Ehemann Ingo, mit dem Simone ihn betrogen und der als Mitarbeiter des Jugendamts dazu beigetragen hatte, dass Simone das alleinige Sorgerecht für die gemeinsamen Kinder zugesprochen bekam, sowie der Immobilien-Unternehmer Rainer Piontek, der Hubertys nach der Haft gegründete Nachhilfeschule den Unterrichtsraum gekündigt hatte. Hubertys Ziel ist es, sich von jeglicher Schuld reinzuwaschen, da er nach seinem Verständnis betrogen und zu Unrecht verurteilt wurde. Er rechtfertigt seinen Missbrauch von Jana damit, dass es gegenseitige Liebe gewesen sei.
Da Huberty und Piontek einander nicht persönlich kennen, geht Ballauf an Bord des mit etlichen Passagieren besetzten Schiffs und gibt sich als Piontek aus. Huberty klagt Poulsen und Piontek an, lässt dies filmen und stellt die Interviews ins Internet.
Mehrere Zugriffsversuche der Polizei scheitern; Huberty wird bei einem Geiseltausch von einem Scharfschützen leicht verletzt, und als Ballauf Huberty kurz darauf überwältigen und entwaffnen kann, gibt sich die Barkeeperin Ira Beckmann als Komplizin zu erkennen und bedroht die Geiseln mit einer Pistole. Als Huberty erkennt, dass Ballauf nicht Piontek ist, droht der Geiselnehmer Schenk telefonisch, Ballauf zu erschießen, sollte dieser nicht umgehend Jana für ein Videogespräch herbeischaffen. Während der Erpresser mit seiner damaligen Schutzbefohlenen redet, gelingt es der Polizei, mit einer Drohne einen Störsender in die Nähe der Agrippina zu bringen. Jana eröffnet Huberty, dass sie ihn damals tatsächlich geliebt habe, aber auch wusste, dass er mit zwei weiteren Mitschülerinnen ein Verhältnis hatte und es ihm ihrer Ansicht nach nur um sich selbst ging. Als Jana schließlich Huberty abweist und alle auf ihn einreden, wie armselig sein Verhalten sei und er aufgeben solle, versucht er, die Bombe mit seinem Mobiltelefon fernzuzünden, doch der Störsender verhindert dies. Beckmann ist entsetzt, dass Huberty wirklich eine funktionsfähige Bombe an Bord versteckt hat und diese zur Explosion bringen wollte, und legt ihre Pistole ab. Ballauf streckt daraufhin den Erpresser mit einem Faustschlag nieder, während ein SEK Huberty und Beckmann festnimmt.

## Hintergrund
Der Film wurde vom 23. Februar 2021 bis zum 25. März 2021 in Köln und Umgebung gedreht.

## Rezeption

### Kritiken
„Die Verantwortlichen lassen sich einiges einfallen, um den Geiselnehmer-Krimi in Bewegung zu halten. […] Doch trotz Dampfertour, Polizeiboot-Geknatter und Sturmmasken-Action stellt sich keine nennenswerte Dynamik ein. […] Trotz Bomben-Action und Dialog-Power wird dieser kölsche Geiselnehmer-Thriller den Schunkelrhythmus von der ollen Klüngelköpp-Kamelle am Anfang nicht wirklich los.“

„Der Film […] ist spannend bis zum Schluss, Psychodrama und Krimi halten sich die Waage, der Protagonist spielt seine Rolle des gekränkten Narzissten unfassbar gut, die Kommissare sind präsenter als im letzten Fall. Kurz abgelenkt ist man als Zuschauender, weil die Polizeiarbeit derart der Dramaturgie untergeordnet ist, dass sie dilettantisch wirkt. […] Kleine Abzüge in der B-Note, ansonsten: groß wie immer.“

„Im Zentrum von „Hubertys Rache“ steht Huberty selbst. Darum sorgt man sich irgendwann auch nicht mehr um die Geiseln. Marcus Weilers Inszenierung macht das deutlich, alles zielt auf das Kammerspielhafte hin, wenige Gesichter bekommen wir in Ruhe geboten, die aber wirklich. Die anderen sind Staffage, Huberty braucht und der ARD-Tatort macht ihm Platz für seinen großen Auftritt. Routiniers auf dieser Seite des Bildschirms kennen den Topos des zu Unrecht verurteilten Rächers zur Genüge und erwarten angesichts von Hubertys Verve den größten Justizirrtum der Saison. Aber die Zahns haben noch Pfeile im Köcher. Dass diese Pfeile weniger kriminalistisch als psychologisch sind, macht „Hubertys Rache“ zu einem ungewöhnlichen Sonntagabend-Krimi.“

„Der Film changiert zwischen beklemmendem Kammerspiel und packendem Psychothriller mit Nervenkitzelgarantie, nimmt neben Hubertys Perspektive immer auch die Sichtweise seiner Opfer und der Polizisten ein, deren Job es ist, diesen unberechenbaren Narzissten zur Strecke zu bringen. Dies spiegelt sich auch in der kunstvollen Bildgestaltung wider, die einerseits weite Panoramen von Kölns Wasserseite zeigt, andererseits die bedrückende Enge und Dunkelheit, die scheinbare Ausweglosigkeit in den Szenen der Geiselnahme unter Deck. Und endlich zeigen Ballauf und Schenk einmal, dass sie auch nach über 80 Einsätzen noch voll ins Risiko gehen können. Ein Tatort, der keine Minute langweilt. Unbedingte Einschaltempfehlung!“ 
– tatort-fans.de

„Dem renommierten Autorenduo gelingt es, das Thriller-Genre mit dem Themenfilm, wie er Tradition hat im Kölner 'Tatort', zu versöhnen, ein attraktives, ungewöhnliches Szenario zu schaffen und gleichzeitig die Kommissare im Gegensatz zur letzten Episode 'Vier Jahre' wieder mehr ins Zentrum zu rücken. Das freut Behrendt-Bär-Fans, führt allerdings ab und an wieder zu diesen typischen Schenk- und Ballauf-Sätzen, den üblichen Ausrastern, dem Betroffenheitsgestus und den dazu gehörigen Gesichtsausdrücken und Blicken, die man von den beiden nur zu gut kennt. (…) Glücklicherweise ist der Fall aber so packend, dass das alles übersehen werden kann und im spannenden Strudel von Krimi, Thriller und Drama untergeht.“ 
– Rainer Tittelbach: tittelbach.tv
„Ein Mann mit einer Waffe und ein Ausflugsschiff mit knapp zwanzig Menschen an Bord: Mehr braucht es nicht für einen packenden Thriller. Dass der Geiselnehmer außerdem angibt, jederzeit eine Bombe zünden zu können, treibt die Spannung zusätzlich auf die Spitze. Das erfahrene Drehbuch-Ehepaar Eva und Volker A. Zahn hat bereits diverse Sonntagskrimis geschrieben, aber noch nie einen Tatort aus Köln - obwohl die beiden dort leben und ihre erfolgreichsten Dramen für den WDR entstanden sind; also wollten sie sich für ihre Premiere einen ganz besonderen Stoff ausdenken. Das ist ihnen wahrlich gelungen.“
– Tilmann P. Gangloff, „evangelisch.de“

### Einschaltquoten
Bei der Erstausstrahlung von Hubertys Rache am 27. März 2022 verfolgten in Deutschland insgesamt 9,48 Millionen Zuschauer die Filmhandlung, was einem Marktanteil von 29,4 Prozent für Das Erste entsprach. In der als Hauptzielgruppe für Fernsehwerbung deklarierten Altersgruppe von 14–49 Jahren erreichte Hubertys Rache 1,79 Millionen Zuschauer und damit einen Marktanteil von 22,4 Prozent in dieser Altersgruppe.